# テオドール・アルト
テオドール・アルト（Theodor Zacharias Friedrich Alt、1846年1月23日 - 1937年10月8日）は、ドイツの画家である。写実主義の画家、ヴィルヘルム・ライブルとともに活動したが、30代になったころから精神的疾患に罹り、画家としての活躍期間は短かった。

## 略歴
バイエルン北部、オーバーフランケンのデーラウで牧師の息子に生まれた。1861年にニュルンベルクに移り、ニュルンベルクの工芸学校で学び、その年、工芸学校の教師の推薦でミュンヘン美術院に移った。ヘルマン・アンシュッツに学んだ後、1866年から1873年の間、アルトゥール・ランベルクの学生であった。
写実主義の画家、ヴィルヘルム・ライブル(1844-1900)と同時期の学生で、ライブルやヨハン・シュペルト(Johann Sperl: 1840-1914)やルドルフ・ヒルト・ド・フレネー(Rudolf Hirth du Frênes:1846-1916)らと共同のスタジオを開いた。フランスの写実主義の画家ギュスターヴ・クールベの影響を受けたライブルを中心に「Leibl-Kreis」と呼ばれる画家のグループが形成され、カール・ハイデル(Karl Haider: 1846-1912)やフリッツ・シダー(1846-1907)、ヴィルヘルム・トリュブナー(1851-1917) といった画家たちもこのグループに加わった。アルトはライブルの絵の強く影響されて作品を描いた。
1878年から1884年まで、バイエルンのアーデルスホーフェンで母親と暮らしたが、絵を描くことは少なくなり、持続的な不眠症や幻覚、最終的には自分自身や家族に対する攻撃性を示すようになり、1880年以降、エアランゲンの精神病院にしばしば入院した。1884年に、より良い医療が受けられるローテンブルク・オプ・デア・タウバーに移った。1901年に母親が亡くなった後、妹に世話を受けるためにアンスバッハに移り、91歳で亡くなった。

## 作品

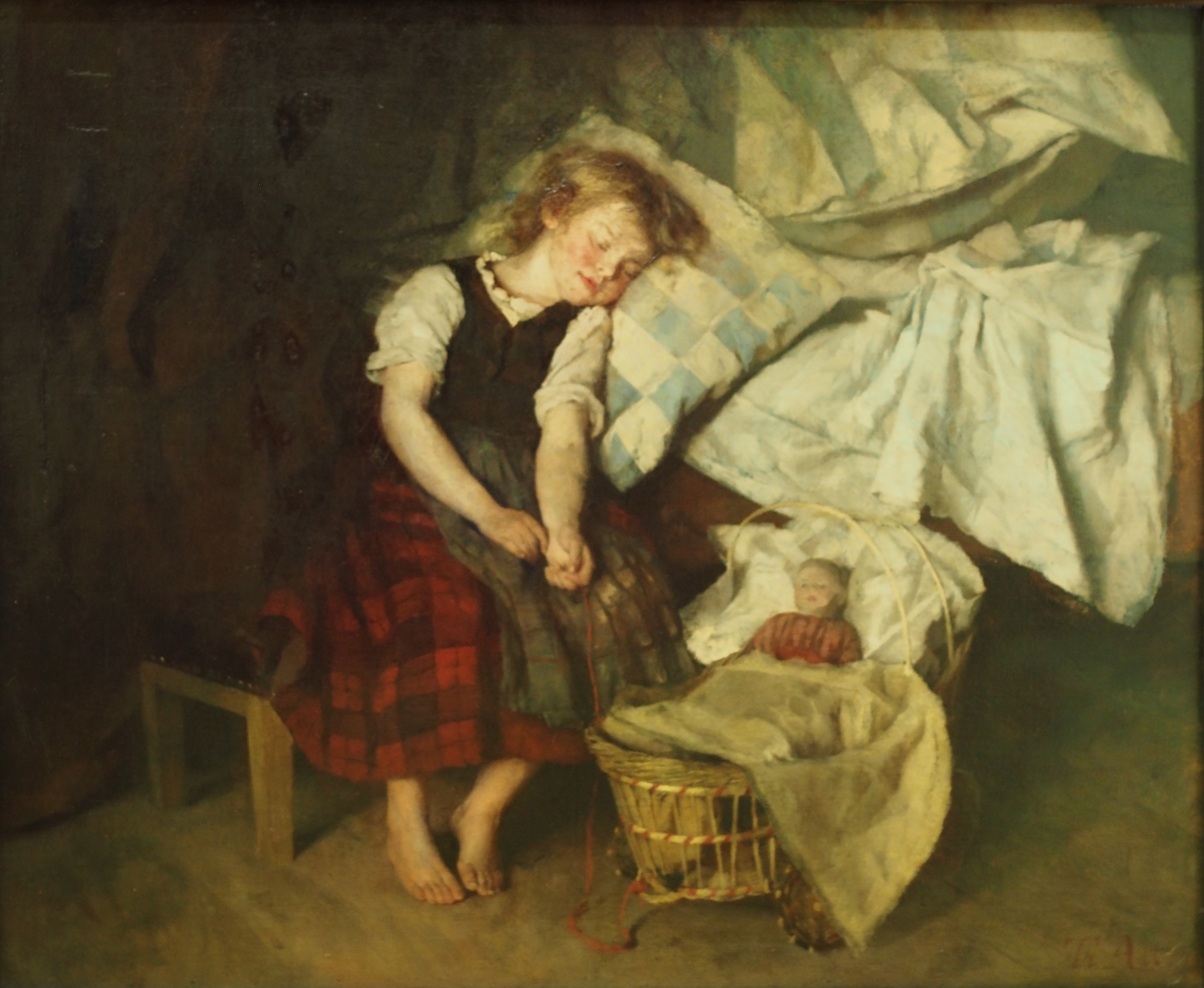
" Siebenschläfer" (1871) Landesmuseum Hannover
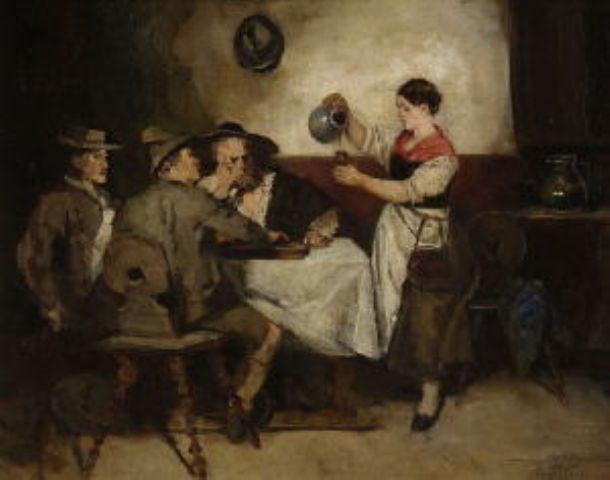
宿屋
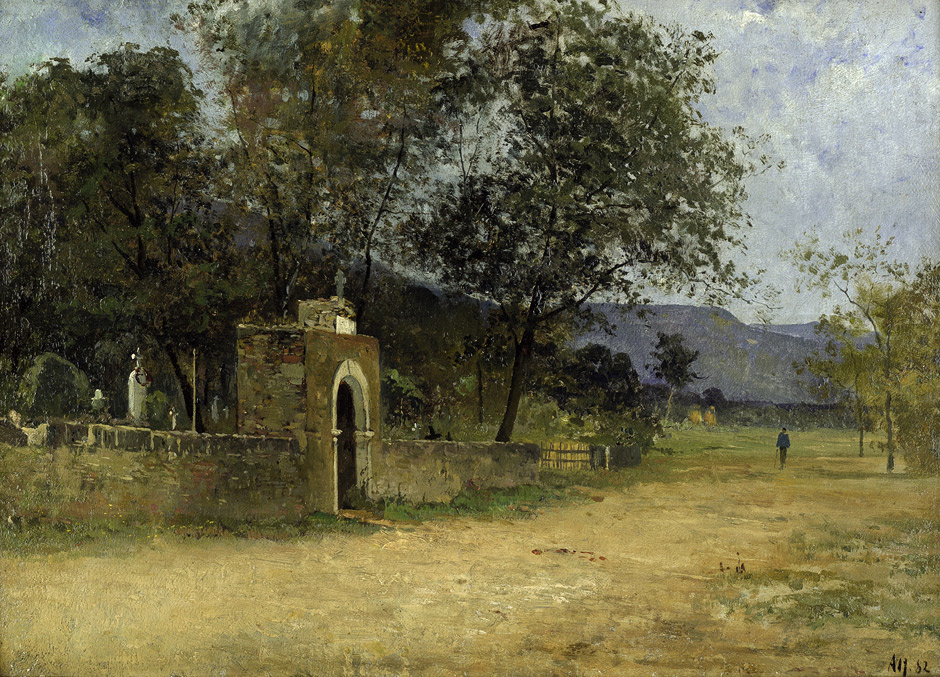
墓地の入り口(1882)
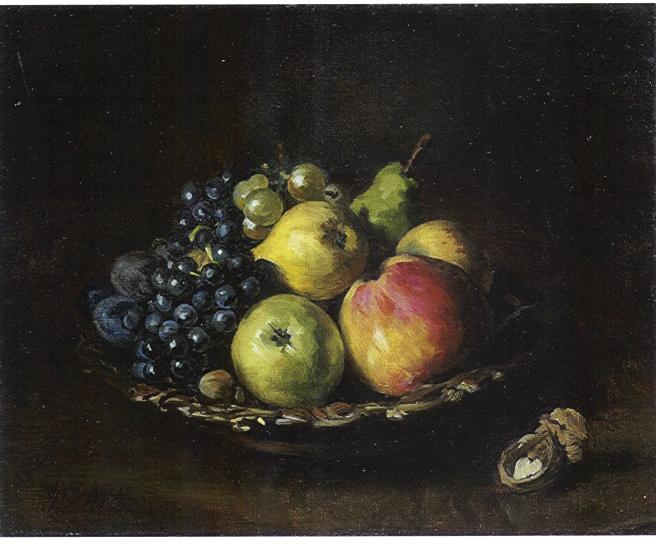
静物画

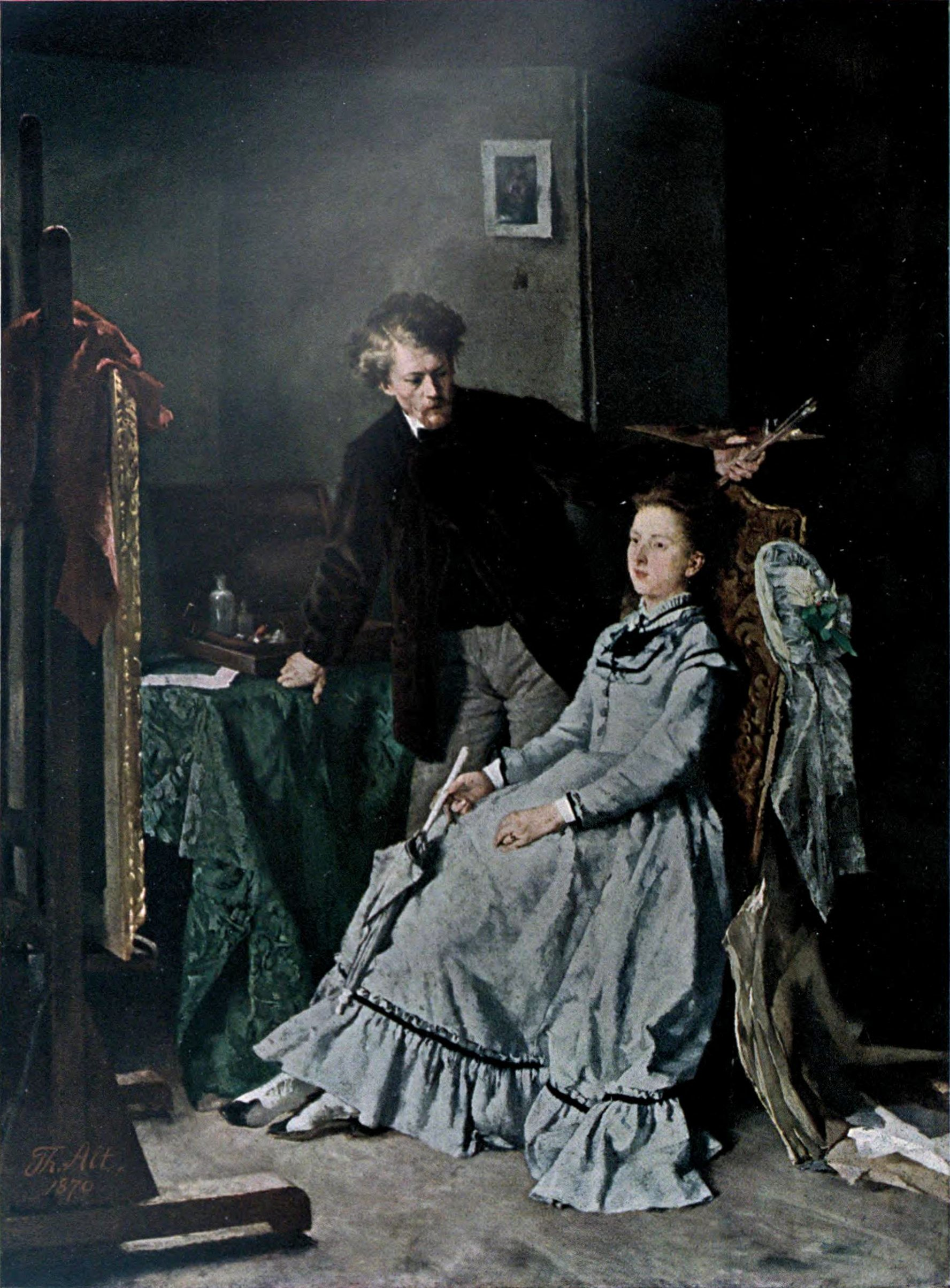
Hirth du Fresnesのアトリエ(1870)
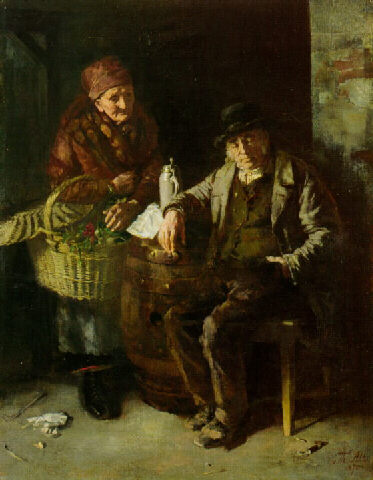
軽食を持つ農民の老夫婦(1870)
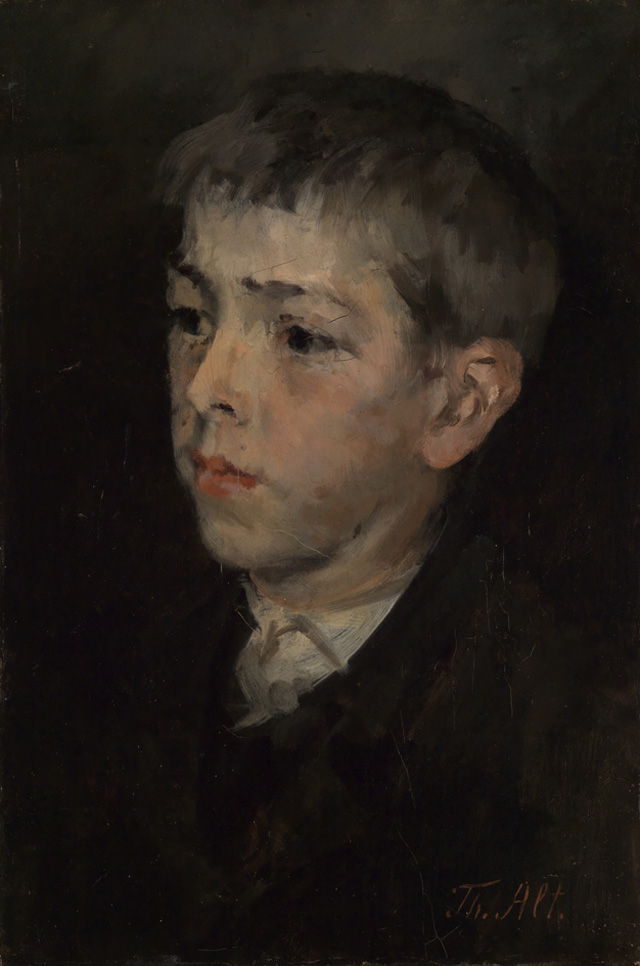
少年の肖像画(1872)
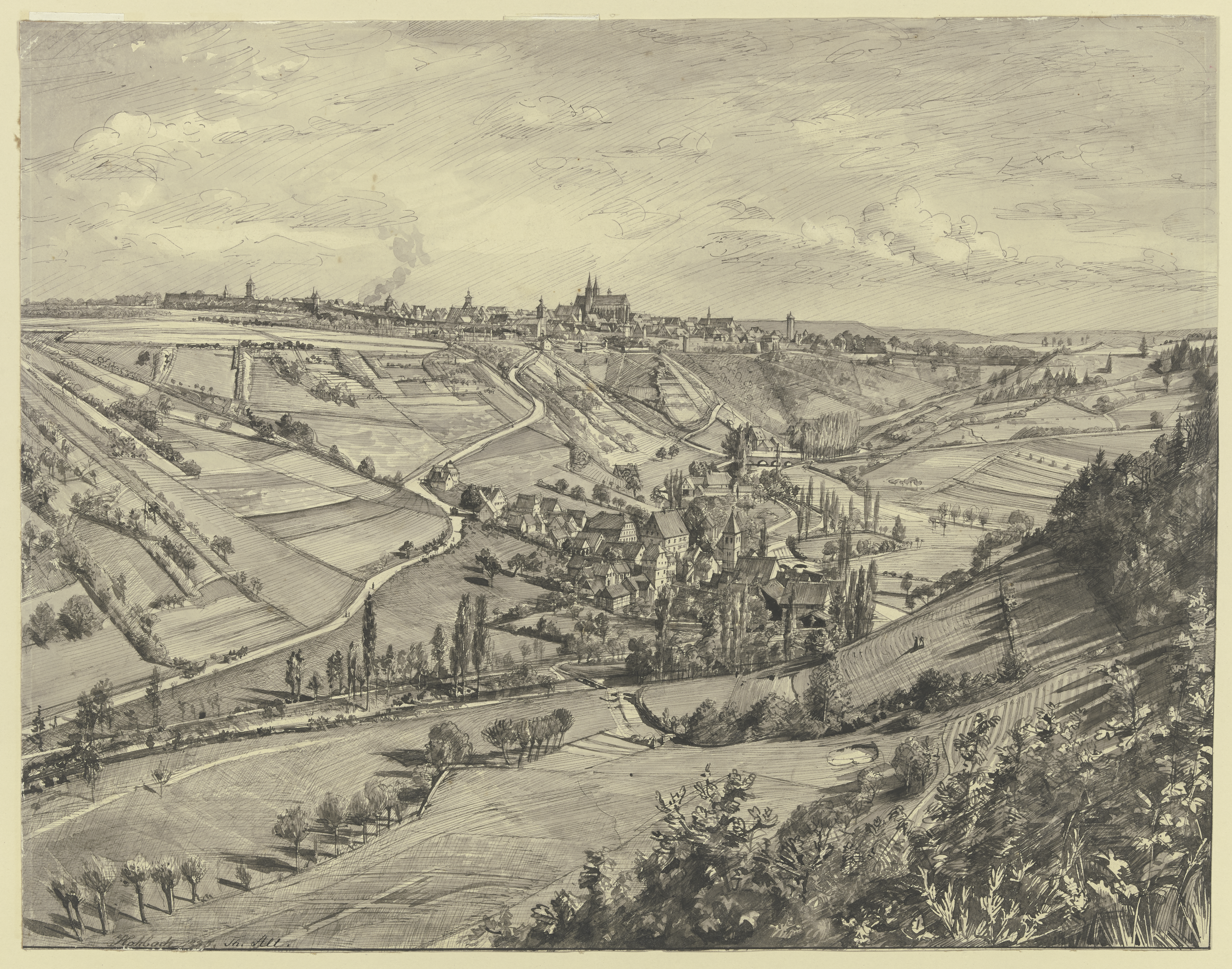
インク画 (1885)